# Gavião (Portugal)
Gavião est une municipalité (en portugais : concelho ou município) du Portugal, située dans le district de Portalegre et la région de l'Alentejo.

## Géographie
Gavião est limitrophe :
- au nord, de Mação,
- à l'est, de Nisa,
- au sud-est, de Crato,
- au sud-ouest, de Ponte de Sor,
- à l'ouest, de Abrantes.

## Démographie
| 1801  | 1849  | 1900  | 1930  | 1960   | 1981  | 1991  | 2001  | 2004  |
| ----- | ----- | ----- | ----- | ------ | ----- | ----- | ----- | ----- |
| 1 462 | 3 793 | 6 462 | 9 168 | 10 049 | 6 850 | 5 920 | 4 887 | 4 453 |

| 2011  | - | - | - | - | - | - | - | - |
| ----- | - | - | - | - | - | - | - | - |
| 4 132 | - | - | - | - | - | - | - | - |

## Subdivisions
La municipalité de Gavião groupe 5 freguesias :
- Atalaia (pt)
- Belver (pt)
- Comenda (pt)
- Gavião (pt)
- Margem (pt)

## Les Hospitaliers

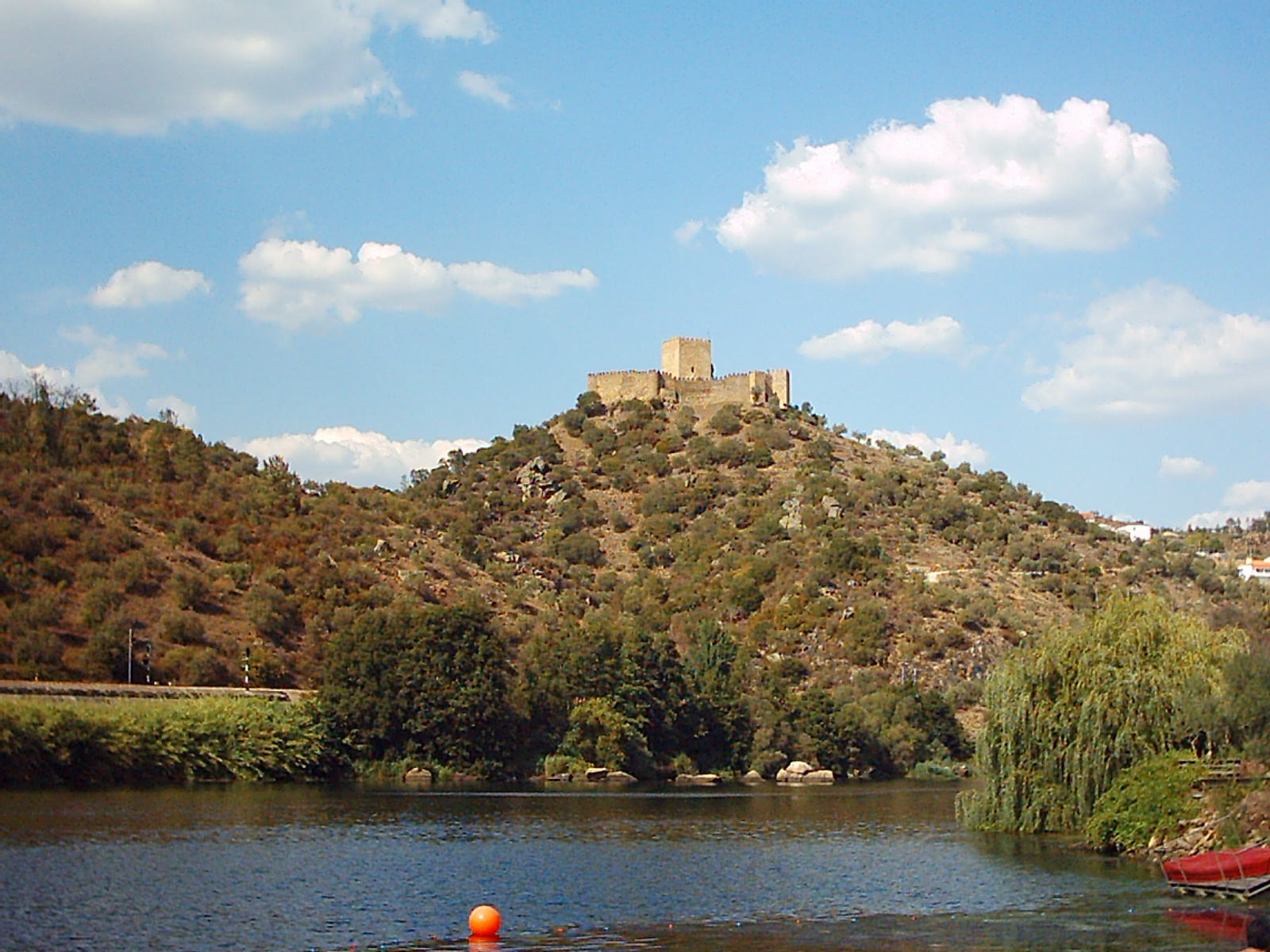
Castelo (Château) de Belver

Les freguesias de Belver, la Comenda et Gavião appartenaient au moins depuis la fin du Moyen Âge aux Hospitaliers de l'ordre de Saint-Jean de Jérusalem du prieuré  de Crato qui était le siège du prieuré de Portugal de l'Ordre.